# Bioforsk

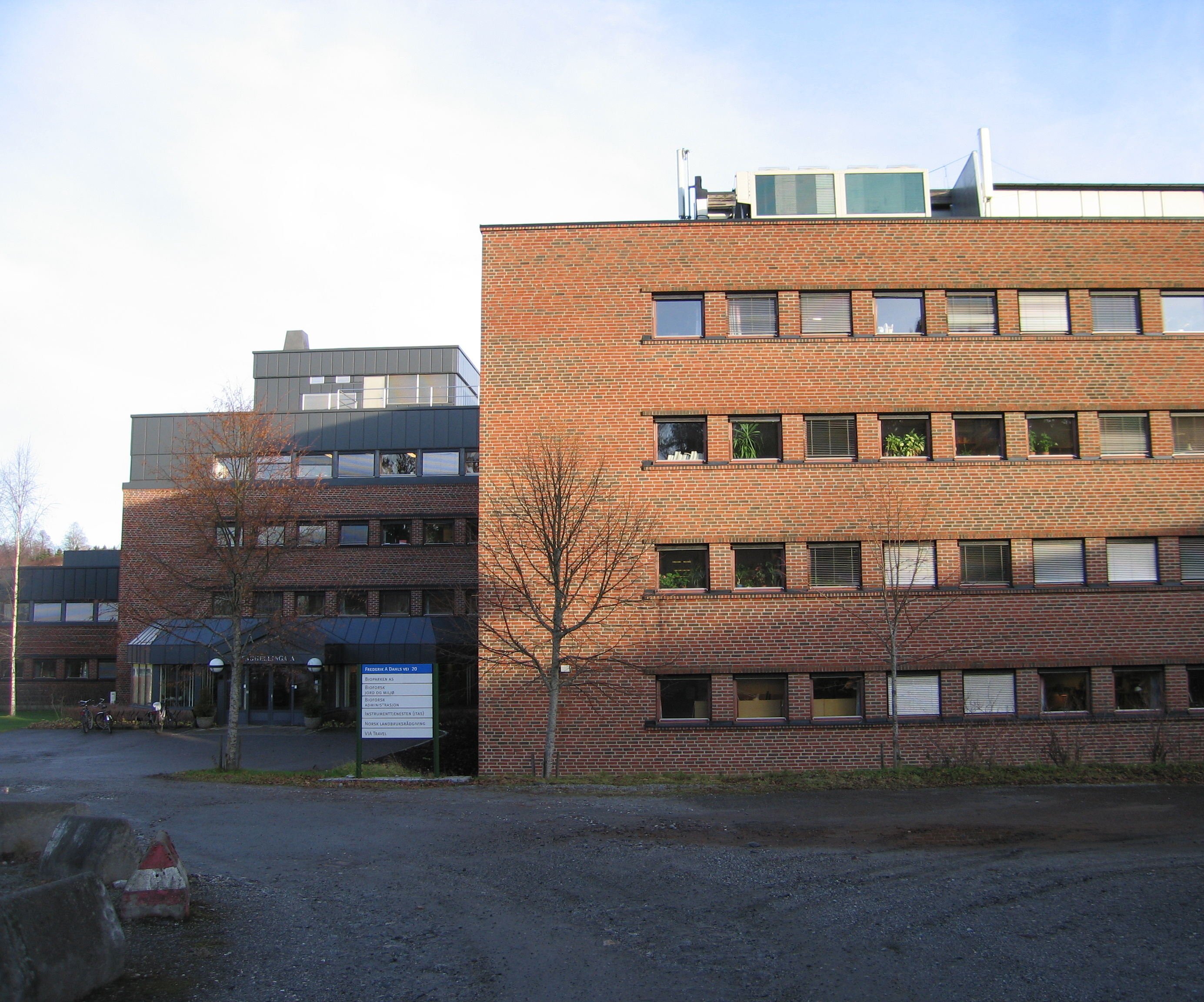
Saghellinga à Ås, où l'administration et l'essentiel de la division "Sol et Environnement" de Bioforsk est localisé.

L'Institut norvégien pour la recherche en agriculture et en environnement (Bioforsk) est un institut national norvégien spécialisé dans les domaines de l'agriculture, de la production alimentaire, de la protection environnementale et de la gestion des ressources naturelles. Dans ces domaines, Bioforsk se focalise sur l'innovation scientifique et le développement de nouvelles resources environnementales.
Le siège et les principaux locaux de l'institut Bioforsk sont situés dans la ville de Ås, comté d'Akershus, à environ 40 km au Sud d'Oslo. Ils occupent une partie du campus de l'Université norvégienne pour les sciences de la vie.

## Organisation
Bioforsk a été créé le 1er janvier 2006 de la fusion du Centre Norvégien pour la Recherche sur les Sols et l'Environnement (Norwegian Centre for Soil and Environmental Research), de l'Institut Norvégien pour la Recherche sur les Cultures (Norwegian Institute for Crop Research) et du Centre Norvégien pour l'Agriculture (Norwegian Centre for Organic Agriculture). Cet institut, qui emploie aujourd'hui environ 500 personnes, dépend du ministère norvégien de l'agriculture et de l'alimentation (Norwegian Ministry of Agriculture and Food).
L'institut Bioforsk consiste en 7 divisions de recherche :
- The Bioforsk Plant Health and Plant Protection Division
- The Bioforsk Soil and Environment Division
- The Bioforsk Arable Crops Division
- The Bioforsk Horticulture and Urban Greening Division
- The Bioforsk Grassland and Landscape Division
- The Bioforsk Organic Food and Farming Division
- The Bioforsk Arctic Agriculture and Land Use Division

De nombreux laboratoires de l'institut sont répartis à travers la Norvège. L'administration centrale est située à Ås.